# The Prospect Studios
The Prospect Studios são estúdios de televisão da ABC, subsidiária da Walt Disney Company.
Em 7 de maio de 1949, a Billboard revela que a ABC comprou os estúdios  por 2,5 milhões, a fim de assentar uma cadeia para começar em 1 de agosto de 1949. O canal ABC KABC-TV foi lançado no final do ano. No início dos anos 1950, Leonard Goldenson visitou os estúdios da estação, antes da fusão entre  UPT e ABC em 1953, e descobriu que as antigas instalações de Vitagraph eram ocupadas por ratos.
Muitos programas de TV e séries foram filmados lá: podemos citar  Hospital Geral . Os Rolling Stones e os Beatles (em 1965) fizeram um show no show Shinding, como Madonna.
O filme  A director singular  (1971) que ocorre no mundo da televisão usou o edifício como um estúdio do canal ficcional UBC.